# Hyperolius chlorosteus
Hyperolius chlorosteus és una espècie de granota de la família dels hiperòlids que viu a Costa d'Ivori, Guinea, Libèria i Sierra Leona.
Està dins la categoria de risc mínim (LC) de la UICN.